# ROSAT

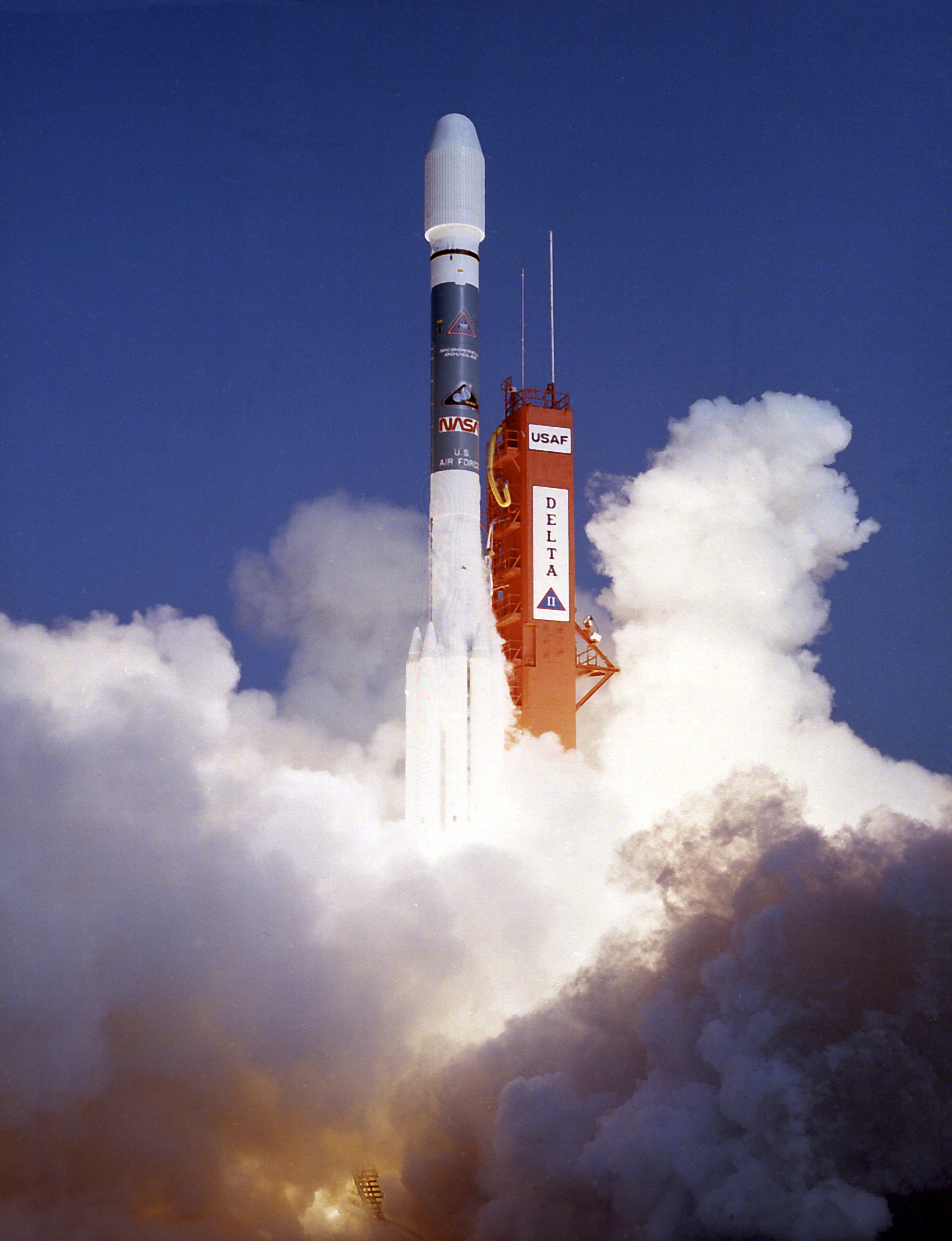
Lancement du satellite ROSAT par un lanceur Delta II.

ROSAT (Röntgensatellit) est un télescope spatial allemand destiné à l'observation des rayons X mous  (0,1 à 2 keV) qui est lancé le 1er juin 1990 par un lanceur Delta-II depuis base de lancement de Cap Canaveral. Il fonctionne jusqu'au 12 février 1999 et se désintègre en rentrant dans l'atmosphère terrestre au-dessus du golfe du Bengale le 23 octobre 2011. ROSAT réalise un inventaire de l'ensemble du ciel dans le domaine des rayons X, identifiant environ 125 000 sources de cette nature. L'équipement de la sonde comprenait également un télescope qui permet d'identifier 479 sources dans l'ultraviolet lointain.

## Déroulement du projet
Le projet de télescope spatial à rayons X est proposé en 1975 par l'Institut Max-Planck de physique extraterrestre (Max-Planck-Institut für extraterrestrische Physik). Des études détaillées et les premiers développements sont réalisés au cours des années suivantes. En 1983, le ministère de la recherche allemande donne son accord pour la réalisation du projet. Celui-ci est finalement mené avec des participations américaine et anglaise dans le cadre d'accord de coopération passés respectivement avec la NASA et le British Science and Engineering Research Council (SARC). Le client est initialement le ministère fédéral de l'Éducation et de la Recherche (Bundesministerium für Forschung und Technologie) puis la Deutsche Agentur für Raumfahrtangelegenheiten (DARA) tandis que la société Dornier est le chef de file des industriels participant à la construction de ROSAT. L'Institut Max Planck a la responsabilité scientifique de la mission et développe le plan focal du télescope X. La NASA prend en charge la mise en orbite et développe le détecteur à très haute résolution (HRI) du télescope à rayons X qui est développé par le Smithsonian Astrophysical Observatory (SAO) dont un exemplaire a déjà volé à bord du télescope spatial HEAO-2. Le Royaume-Uni fournit l'instrument secondaire, une caméra grand champ (WFC) observant le rayonnement ultraviolet lointain et réalisée par un consortium d'instituts de recherche anglais menés par l'université de Leicester.
Le satellite doit être initialement lancé par la navette spatiale américaine. À la suite de l'accident de la navette spatiale Challenger qui intervient en 1986 peu avant le lancement de ROSAT, la date de lancement est retardée à une date postérieure ou égale à 1994. Les responsables du projet décident de confier la mise en orbite du satellite à un lanceur Delta II disponible dès 1990. Mais cette décision entraîne des modifications importantes dans l'architecture de ROSAT. Les interfaces avec le lanceur doivent être complètement revues, les panneaux solaires qui sont fixes doivent désormais être déployés seulement en orbite et la séquence de mise en marche du satellite est modifiée.

## Objectifs scientifiques
La mission ROSAT a deux objectifs, le premier étant de réaliser le premier recensement systématique des sources de rayonnement X mou et ultraviolet extrême, le second étant de réaliser des études détaillées de certaines de ces sources :
- après une période d’étalonnage et de vérification de deux mois, un relevé de tout le ciel est effectué sur une période de six mois. Les instruments de l'observatoire spatial, notamment le PSPC, le XRT et la WFC, sont utilisés de concert afin de mener à bien ce balayage du ciel.
- la deuxième phase de la mission est destinée à des observations pointues d'objets astrophysiques sélectionnés. Au cours de cette phase du temps d'observation est alloué à des chercheurs invités des trois pays participants sélectionnés à partir du contenu des propositions soumises.

ROSAT est conçu pour fonctionner pendant 18 mois, mais il est prévu qu'il demeure opérationnel au-delà de sa durée de vie prévue.

## Caractéristiques techniques
ROSAT est un satellite stabilisé sur 3 axes de 2 426 kilogrammes dont 1 555 kg pour la seule instrumentation. Il a approximativement la forme d'un parallélépipède rectangle dont émerge le télescope à rayons X (XRT). Le tube du télescope qui est en partie encapsulé dans la plate-forme à laquelle elle est solidarisée par 3 fixations conçues de manière à limiter l'impact des distorsions mécaniques et thermiques de la structure. Les deux viseurs d'étoile et l'ensemble de gyromètres qui jouent un rôle central dans la détermination de l'orientation du télescope sont fixés sur partie avant et subissent ainsi les mêmes déformations que celui-ci ce qui permet de garantir la précision du pointage de l'instrument. Le télescope ultraviolet est fixé sur le côté de la plate-forme. Deux compartiments situés de part et d'autre de la plate-forme hébergent la majorité des sous-systèmes. Les panneaux solaires qui ont une superficie de 12 m2 comprennent 3 sections, une fixe et deux repliables pour limiter le volume occupé sous la coiffe du lanceur. Les panneaux solaires ne sont pas orientables et fournissent 1 000 watts. Un mât déployé en orbite sert de support à une antenne fonctionnant en bande S et à un magnétomètre. L'ensemble occupe un volume en configuration de lancement (panneaux solaires repliés) de 2,38 × 2,13 × 4,50 m.

### Instrumentation scientifique
L'instrumentation scientifique de ROSAT est constituée par deux télescopes imageurs :
- l'instrument principal XRT (X-Ray Telescope) est un grand télescope à rayons X mous (0,1-2 keV) qui est à la date de sa construction le plus grand jamais construit. La partie optique est un télescope Wolter I constitué de 4 coques imbriquées réalisées en Zerodur ayant une ouverture maximale de 83,5 cm et une longueur focale de 240 cm. Le rayonnement est traité par deux types de détecteur. Deux détecteurs redondants de type PSPC (Position-Sensitive Proportional Counter) et un détecteur à haute résolution HRI (High Resolution Imager) qui sont montés sur un carrousel permettant de les placer à la demande au point focal.
- l'instrument secondaire est un télescope WFC (Wide Field Camera) qui observe la bande de fréquence contiguë c'est-à-dire l'ultraviolet lointain (0,04 keV-0,2 keV). Il est constitué de 3 coques imbriquées en aluminium. Deux détecteurs redondant de type galette de microcanaux (MCP) sont montés sur un carrousel au niveau du plan focal.

## Déroulement de la mission
En 1990, le satellite est placé en orbite le 1er juin 1990 par un lanceur Delta-II depuis la base de lancement de Cap Canaveral. Il est placé sur une orbite terrestre basse circulaire à une altitude de 580 km et avec une inclinaison orbitale de 53,0°. La mission d'une durée initiale de cinq ans est prolongée. Le 25 avril 1998,  le viseur d'étoiles primaire utilisé par le télescope à rayons X tombe en panne. Il en découle une mauvaise orientation du satellite qui aboutit à une surchauffe due à une exposition prolongée des surfaces de ROSAT aux rayons solaires. Grâce des logiciels développés préalablement pour utiliser un viseur d'étoiles secondaire de l'instrument WFC, ROSAT est rapidement remis en service, mais avec certaines restrictions concernant son efficacité à repérer des objets et à être contrôlé. Le 20 septembre de la même année, une roue de réaction du système de contrôle d'attitude (AMCS) de l'engin spatial atteint sa vitesse de rotation maximale et le satellite perd momentanément sa faculté à modifier son orientation. Cet incident entraîne la défaillance définitive du détecteur HRI à la suite de son exposition prolongée au Soleil. Cette défaillance est tout d'abord attribuée au contrôle difficile du satellite dans des circonstances qui ne sont pas prévues lors de sa conception.

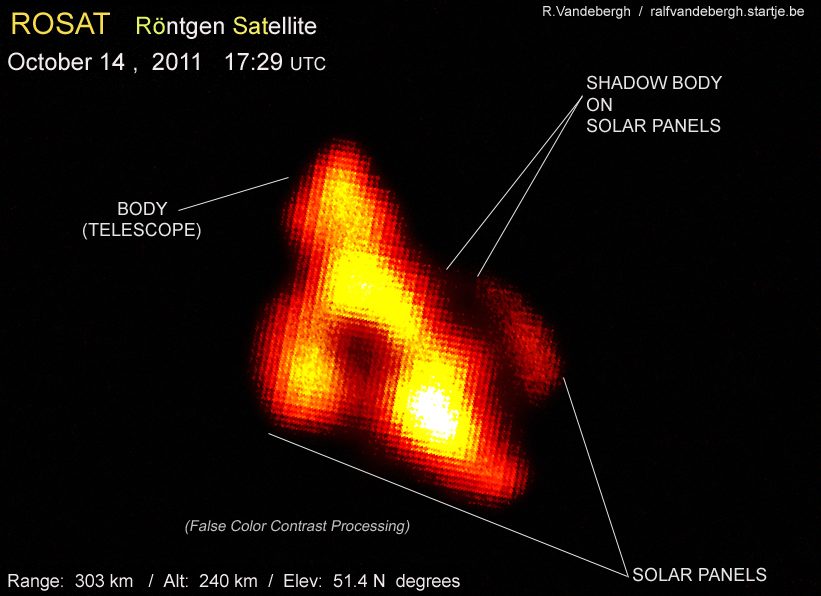
Vue du satellite ROSAT avant sa destruction.

Les opérations scientifiques prennent fin le 12 février 1999. En septembre 2011, l'orbite du satellite décroît pour atteindre environ 270 km. Le 23 octobre 2011, ROSAT freiné par la densité croissante de l'atmosphère effectue une rentrée atmosphérique entre 01 h 45 et 01 h 57 TU, au-dessus du golfe du Bengale, à l'est de l'Inde. Aucun observateur n'a aperçu la chute du satellite dans l'océan.

## Résultats
ROSAT réalise la première recherche systématique des sources de rayonnements X et ultraviolet lointain. Ses instruments permettent de découvrir 125 000 sources de rayons X et 479 sources de rayonnement ultraviolet lointain. Par ailleurs, la mission réalise une cartographie du rayonnement X diffus d'origine galactique avec une précision inégalée inférieure à une minute d'arc. Des observations détaillées du ciel sont réalisées dans 4 850 régions de l'espace avec le détecteur PSPC et 4 482 régions avec le détecteur HRI avec des temps d'observation compris entre 2 000 et 1 million de secondes. Près de 700 scientifiques contribuent au programme qui fait l'objet de 4 787 publications dont 54,9% dans des revues à comité de lecture.